# Lou Romano
Lou Romano, född 15 april 1972, är en amerikansk skådespelare, röstskådespelare och animatör. Han har gjort animeringar i många Pixar-filmer och gjorde rösten till Bernie Kropp i Superhjältarna,  Fräsarn (Snot Rod) i Bilar och även till Alfredo Linguini i Råttatouille.